# Seixoeira

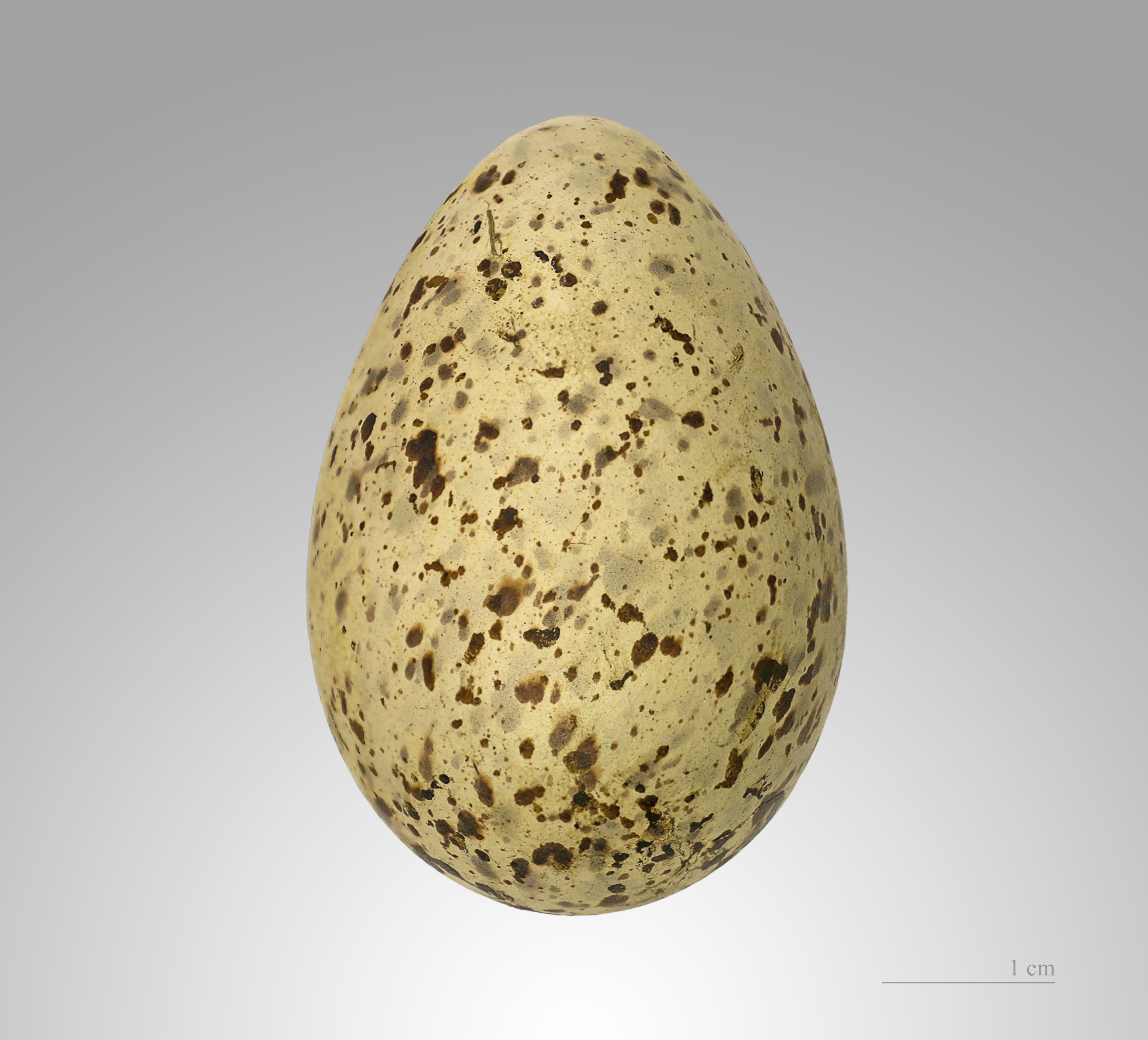
Calidris canutus - MHNT

A seixoeira, seixoeira-comum  ou maçarico-de-papo-vermelho (Calidris canutus) é uma espécie de ave limícola da família Scolopacidae.

## Características
Mede em média 24 cm de comprimento. Caracteriza-se pelo bico fino e pelas patas esverdeadas. A plumagem de inverno é essencialmente acinzentada, mas na primavera os adultos adquirem um tom laranja.
Nidifica nas regiões árcticas inverna principalmente nas costas africanas, embora alguns indivíduos passem a estação fria na Europa. Frequenta sobretudo zonas estuarinas e praias rochosas.
Em Portugal está presente em maior quantidade na passagem migratória, época em que por vezes se observam bandos de muitas centenas de aves. Por vezes alguns indivíduos ocorrem em pleno Inverno.
A subespécie C. c. rufa migra no inverno para o sul da América do Sul, encontrando-se no Brasil, Uruguai e Argentina. Na lista brasileira de espécies ameaçadas de extinção, do Ministério do Meio Ambiente, esta subespécie já é considerada como criticamente ameaçada de extinção.

## Subespécies
São reconhecidas seis subespécies:
- C. c. canutus - ocorre na Sibéria e inverna na África do Sul e Australásia;
- C. c. islandica - ocorre no alto Ártico canadensse e no norte da Groenlândia; inverna no oeste da Europa;
- C. c. rufa - ocorre no baixo Ártico canadense; inverna no sul da América do Sul;
- C. c. rogersi - ocorre na península Chukotsk (Rússia) e inverna na Australásia;
- C. c. piersmai: ocorre no arquipélago New Siberian e inverna na Australásia;
- C. c. roselaari: ocorre na ilha Wrangel (Rússia) e no noroeste do Alasca; inverna no norte da Venezuela.